# Elizabeth: Az aranykor
Az Elizabeth: Az aranykor (Elizabeth: The Golden Age) 2007-ben bemutatott angol történelmi filmdráma, az 1998-as Elizabeth folytatása. Az I. Erzsébet királynő uralkodása alatt történt események ihlette film főszereplője Cate Blanchett. 
Ősbemutatóját a torontói filmfesztiválon tartották 2007 szeptemberében. Elsőként Észak-Amerikában kezdték forgalmazni, október 12-én. A magyar premier ugyanezen év november 22-én volt.
Cate Blanchettet alakításáért Oscar-, Golden Globe- és BAFTA-díjra jelölték, akárcsak az első részért.

## Szereplők
| Szereplő                 | Színész         | Magyar hang     |
| ------------------------ | --------------- | --------------- |
| I. Erzsébet királynő     | Cate Blanchett  | Für Anikó       |
| Sir Francis Walsingham   | Geoffrey Rush   | Helyey László   |
| Sir Walter Raleigh       | Clive Owen      | Selmeczi Roland |
| Stuart Mária             | Samantha Morton | Solecki Janka   |
| II. Fülöp spanyol király | Jordi Mollà     |                 |
| Robert Reston            | Rhys Ifans      | Schnell Ádám    |
| Sir Amyas Paulet         | Tom Hollander   | Czvetkó Sándor  |

## Történelmi háttér
1558-ban II. Fülöp spanyol király második felesége, az angliai I. „Véres” Mária meghalt. 1554 júliusában keltek egybe, egy évvel azt követően, hogy Mária megörökölte Anglia trónját, azonban az angol parlament nem volt hajlandó Fülöpöt is megkoronázni, így kevés befolyása volt az országra. Mária halálát követően a spanyol uralkodó hiábavaló ostromot folytatott azért, hogy a trónon néhai feleségét követő I. Erzsébet házasságra lépjen vele.

## Fogadtatás
A film a többszörösen Oscar-díjra jelölt első résszel ellentétben nem részesült meleg fogadtatásban a kritikusok oldaláról. A Rotten Tomatoes-on olvasható, 34%-ban pozitív arányú vélemények konszenzusa az, hogy a filmből „hiányzik az eredeti Elizabeth szíve és kreativitása.”
Az Elizabeth: Az aranykor 6,2 millió dollárt hozott első három napján Észak-Amerikában, amivel a listán a hatodik helyre tudott felkapaszkodni. Ezt követően az érdeklődés gyors iramban fogyatkozott iránta, így a november közepéig csak 16 millió dollárt tudott összegyűjteni. Az Elizabeth 1998-ban 30 millió dollárig jutott, de az összehasonlítást bonyolítja, hogy a korábbi filmet limitált kópiaszámon kezdték vetíteni (legmagasabb állapota 624 filmszínház volt), míg folytatása a kezdetektől országszerte látható volt, több, mint kétezer moziban. Nagy Britanniában az első hétvégéjén, 2-a és 4-e között 2,8 millió dollárnak megfelelő fontot keresett, a negyedik helyet megszerezve; végül 10 millió felett állapodott meg Az Elizabeth: Az aranykor világszerte összesen 72 millió dolláros bevételre tett szert.

### Fontosabb díjak és jelölések
| Év   | Díj              | Kategória                 | Jelölt                      | Eredmény |
| ---- | ---------------- | ------------------------- | --------------------------- | -------- |
| 2008 | Oscar-díj        | Legjobb színésznő         | Cate Blanchett              | Jelölve  |
| 2008 | Oscar-díj        | Legjobb jelmez            | Alexandra Byrne             | Igen     |
| 2008 | Golden Globe-díj | Legjobb színésznő (dráma) | Cate Blanchett              | Jelölve  |
| 2008 | BAFTA-díj        | Legjobb színésznő         | Cate Blanchett              | Jelölve  |
| 2008 | BAFTA-díj        | Legjobb jelmez            | Alexandra Byrne             | Jelölve  |
| 2008 | BAFTA-díj        | Legjobb díszlet           | Guy Dyas és Richard Roberts | Jelölve  |
| 2008 | BAFTA-díj        | Legjobb smink és haj      | Jenny Shircore              | Jelölve  |

A film további 3 díjat nyert el különböző kritikusi és szakmai szervezetektől.